# Platygaster philippiae
Platygaster philippiae är en stekelart som beskrevs av Jean Risbec 1953. Platygaster philippiae ingår i släktet Platygaster och familjen gallmyggesteklar. Inga underarter finns listade i Catalogue of Life.